# Нейшпроцунг
Нейшпроцунґ (крим. Neyşprotsung, від їд. נייַ ספּראַוט — «Новий паросток»; з 1948 по 2023 рік — Чапа́єве) — село Курманського району Автономної Республіки Крим.
Відстань від райцентру до населеного пункта становить 11 кілометрів по прямій.

## Історія
Єврейська колонія Ломовик виникла 1925 року, коли радянська влада приступила до організованого переселення євреїв до Криму.
У 1926 році в селі Найшпроцунґ або Нейшпроцунґ, колишній Ломовик, проживало 81 осіб, з них 78 євреїв та 3 росіянина.
18 травня 1948 року Указом Президії Верховної Ради РРФСР Нейшпроцунґ перейменували в Чапаєво.
У 2015 році село було внесено до переліку населених пунктів, які потрібно перейменувати згідно із законом «Про засудження комуністичного та націонал-соціалістичного (нацистського) тоталітарних режимів в Україні та заборону пропаганди їхньої символіки».
12 травня 2016 року постановою Верховної Ради України № 1352-VIII селу повернена історична назва відповідно до вимог закону «Про засудження комуністичного та націонал-соціалістичного (нацистського) тоталітарних режимів в Україні та заборону пропаганди їхньої символіки». Постанова набрала чинности у 2023 році.